# Tucker Fredricks
Tucker Fredricks (Janesville (Wisconsin), 16 april 1984) is een Amerikaans langebaanschaatser. Hij is gespecialiseerd in de korte afstanden (100, 500 en 1000 meter).
Fredricks begon als kind met ijshockey, maar werd er te klein voor bevonden. Een vriend van de familie haalde hem in 1994 over om het langebaanschaatsen te proberen.
Als junior won Fredricks tweemaal de Amerikaanse nationale kampioenschappen (in 1999 en 2003). In november 2006 werd hij nationaal kampioen bij de senioren op de 500 meter, voor Kip Carpenter. Op de 1000 meter werd hij derde.
In het seizoen 2006-2007 won hij zijn eerste wereldbekerwedstrijd. In januari 2007 won hij in Heerenveen de tweede 500 meter. Dit succes herhaalde hij in maart tijdens de wereldbekerfinale in Calgary. Door een derde plaats bij de laatste wedstrijd op de 500 meter trok hij het eindklassement van de 500 meter wereldbeker naar zich toe.

## Persoonlijke records
| Afstand     | Tijd     | Datum            | Baan           |
| ----------- | -------- | ---------------- | -------------- |
| 500 meter   | 34,30    | 15 november 2013 | Salt Lake City |
| 1000 meter  | 1.09,22  | 30 december 2009 | Salt Lake City |
| 1500 meter  | 1.51,84  | 25 november 2001 | Calgary        |
| 3000 meter  | 4.02,39  | 24 november 2001 | Calgary        |
| 5000 meter  | 7.08,04  | 25 november 2001 | Calgary        |
| 10000 meter | 15.44,49 | 2 december 2000  | Milwaukee      |

## Resultaten
| Jaar | WK Sprint | WK Afstanden | Olympische Spelen | WK Junioren          |
| ---- | --------- | ------------ | ----------------- | -------------------- |
| 2002 |           |              |                   | 19e 5e achtervolging |
| 2003 |           |              |                   | 23e                  |
|      |           |              |                   |                      |
| 2006 |           |              | 25e 500m          |                      |
| 2007 | 14e       | 500m         |                   |                      |
| 2008 | 15e       | 18e 500m     |                   |                      |
| 2009 | 10e       | 5e 500m      |                   |                      |
| 2010 |           |              | 12e 500m          |                      |
| 2011 | 16e       | 8e 500m      |                   |                      |
| 2012 |           | 5e 500m      |                   |                      |
| 2013 |           | 24e 500m     |                   |                      |
| 2014 |           |              | 26e 500m          |                      |

### Medaillespiegel
| Kampioenschap | Goud | Zilver | Brons |
| ------------- | ---- | ------ | ----- |
| WK Afstanden  | 0    | 0      | 1     |